# Burg bei Magdeburg
Burg bei Magdeburg là một đô thị thuộc huyện Jerichower Land, bang Sachsen-Anhalt, Đức. Đô thị Burg bei Magdeburg có diện tích 164,02 km², dân số thời điểm ngày 31 tháng 12 năm 2006 là 24667 người.